# Clathria discreta
Clathria discreta är en svampdjursart som först beskrevs av Thiele 1905.  Clathria discreta ingår i släktet Clathria och familjen Microcionidae. Inga underarter finns listade i Catalogue of Life.